# 豊津陣屋
豊津陣屋（とよつじんや）は、小倉藩の藩庁として明治維新期に造営された陣屋である。ただし廃藩置県が直後に実行された為、短期間で廃止された。

## 概要
小倉藩の藩庁は元来、豊前国小倉城（現在の福岡県北九州市小倉北区）に置かれていた。しかし幕末の1866年に勃発した第二次長州征伐において、小倉藩は長州藩の攻勢を受けて小倉城撤退を決定し、城を自焼したため、小倉城は灰燼に帰した。
翌年、長州藩と和約したが、和約の条件により小倉城を含む企救郡は長州藩の預かりとされ、占領下に置かれることとなったため、小倉藩は小倉に戻ることができず、田川郡と京都郡・仲津郡などを結ぶ交通の要衝である香春に藩庁を置いた。しかしながら、香春には藩主巡察時の滞在施設として「お茶屋」が設けられていた程度で、それだけでは藩の行政機構は収容できず、香春町一帯の町人宅を多数借り上げて使用している状態であった。藩士や家族らも、近隣地区の農民宅に分宿・同居して凌いでいた。
このような中で、1868年（慶応4年）3月-4月には、熊本藩に退避していた藩主・小笠原忠忱や前藩主未亡人の貞順院らも領国に帰国することとなったが、香春には滞在施設を確保できず、藩主は田川郡上赤村の正福寺仮御殿に、貞順院は田川郡金田村の大庄屋・金田源吉郎宅の仮御殿にそれぞれ滞在していた。藩としては、小倉への帰還が望めない中で、体制の再建のため新たな藩庁を建設することとし、1868年（明治元年）11月に藩士の投票により移転先を仲津郡錦原に決定。同地への藩庁の建設に着手した。
新藩庁への移転は1870年1月25日（旧暦：明治2年12月24日）に行われ、藩名も改称し豊津藩となった。
この豊津陣屋は、東西90間、南北100間の規模で、藩庁・諸役所・兵営・藩主居館などが設置され、周囲は土塁で囲まれていた。天守に相当する櫓も建築を予定しており、明治維新直後の混乱期にもかかわらず普請が行われていたが、その後廃藩置県によって豊津藩が廃止されたため、櫓の普請は中止された。

## 現状
陣屋の敷地は旧豊津町役場の庁舎が建てられたほか、天守予定地は小笠原神社が建立されている。また建造物のうち、藩校表門が育徳館高等学校（旧称・豊津高等学校）に移築され現存している。